# Liste des distinctions de David Bowie

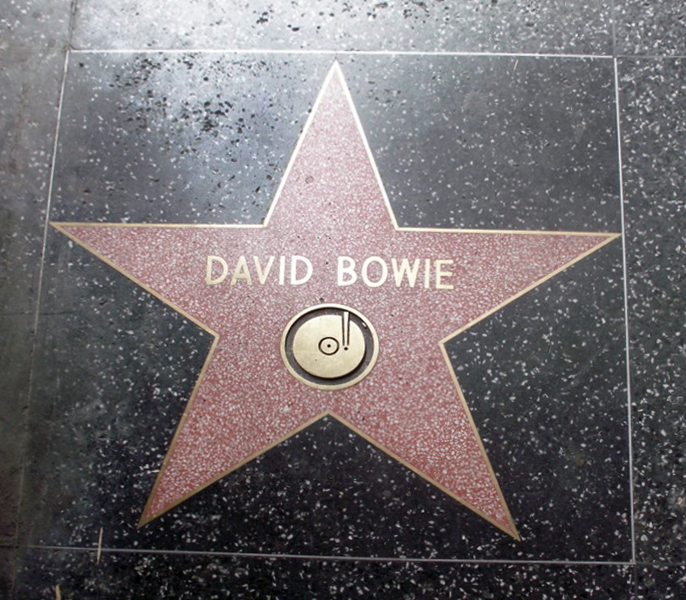
L'étoile de David Bowie sur le Walk of Fame de Hollywood Boulevard.

Voici une liste des distinctions du musicien et acteur britannique David Bowie (1947-2016).

## Récompenses et nominations
| Année | Nominations                   | Récompenses                       | Catégorie                                            | Résultat   |
| ----- | ----------------------------- | --------------------------------- | ---------------------------------------------------- | ---------- |
| 1969  | Space Oddity                  | Ivor Novello Awards               | Prix spécial récompensant l'originalité              | Lauréat    |
| 1973  | David Bowie                   | NME Awards                        | Meilleur chanteur britannique                        | Lauréat    |
| 1973  | David Bowie                   | NME Awards                        | Meilleur chanteur au monde                           | Lauréat    |
| 1974  | David Bowie                   | NME Awards                        | Meilleur chanteur britannique                        | Lauréat    |
| 1974  | David Bowie                   | NME Awards                        | Meilleur chanteur au monde                           | Lauréat    |
| 1974  | David Bowie                   | NME Awards                        | Meilleur producteur                                  | Lauréat    |
| 1976  | L'Homme qui venait d'ailleurs | Saturn Awards                     | Meilleur acteur                                      | Lauréat    |
| 1977  | David Bowie                   | NME Awards                        | Meilleur chanteur                                    | Lauréat    |
| 1978  | David Bowie                   | NME Awards                        | Meilleur chanteur                                    | Lauréat    |
| 1978  | Peter and the Wolf            | Grammy Awards                     | Meilleur enregistrement pour enfants                 | Nomination |
| 1981  | David Bowie                   | NME Awards                        | Meilleur chanteur                                    | Lauréat    |
| 1983  | Cat People (Putting Out Fire) | Golden Globes                     | Meilleure chanson originale                          | Nomination |
| 1983  | David Bowie                   | NME Awards                        | Meilleur chanteur                                    | Lauréat    |
| 1983  | David Bowie                   | NME Awards                        | Homme le mieux habillé                               | Lauréat    |
| 1984  | David Bowie                   | American Music Awards             | Meilleur artiste pop/rock masculin                   | Nomination |
| 1984  | David Bowie                   | Brit Awards                       | Meilleur artiste britannique masculin                | Lauréat    |
| 1984  | Let's Dance                   | Grammy Awards                     | Album de l'année                                     | Nomination |
| 1984  | Cat People (Putting Out Fire) | Grammy Awards                     | Meilleur chanteur rock                               | Nomination |
| 1984  | Let's Dance                   | Ivor Novello Awards               | La meilleure chanson rock                            | Lauréat    |
| 1984  | Let's Dance                   | Ivor Novello Awards               | Succès international de l'année                      | Lauréat    |
| 1984  | Let's Dance                   | Ivor Novello Awards               | La face A la plus vendue                             | Nomination |
| 1984  | Let's Dance                   | Prix Juno                         | Album international de l'année                       | Nomination |
| 1984  | Let's Dance                   | Prix Juno                         | Single international de l'année                      | Nomination |
| 1984  | China Girl                    | MTV Video Music Awards            | Meilleure vidéo masculine                            | Lauréat    |
| 1984  | China Girl                    | MTV Video Music Awards            | Best Overall Performance                             | Nomination |
| 1984  | China Girl                    | MTV Video Music Awards            | Meilleure photographie                               | Nomination |
| 1984  | Modern Love                   | MTV Video Music Awards            | Best Stage Performance in a Video                    | Nomination |
| 1984  | David Bowie                   | MTV Video Music Awards            | Video Vanguard Award                                 | Lauréat    |
| 1985  | David Bowie                   | Brit Awards                       | Meilleur artiste britannique masculin                | Nomination |
| 1985  | Blue Jean                     | Grammy Awards                     | Meilleur chanteur rock                               | Nomination |
| 1985  | Jazzin' for Blue Jean         | Grammy Awards                     | Meilleur clip                                        | Lauréat    |
| 1985  | Serious Moonlight             | Grammy Awards                     | Meilleur film musical                                | Nomination |
| 1985  | Blue Jean (live)              | MTV Video Music Awards            | Best Stage Performance in a Video                    | Nomination |
| 1986  | Dancing in the Street         | Brit Awards                       | Single britannique de l'année                        | Nomination |
| 1986  | Dancing in the Street         | Brit Awards                       | Clip britannique de l'année                          | Nomination |
| 1986  | Dancing in the Street         | MTV Video Music Awards            | Best Overall Performance in a Video                  | Lauréat    |
| 1987  | Day-In Day-Out                | MTV Video Music Awards            | Meilleure vidéo masculine                            | Nomination |
| 1987  | David Bowie                   | Silver Clef Award                 | —                                                    | Lauréat    |
| 1990  | David Bowie                   | Ivor Novello Awards               | Contribution exceptionnelle à la musique britannique | Lauréat    |
| 1994  | The Buddha of Suburbia        | British Academy Television Awards | Meilleure musique originale pour la télévision       | Nomination |
| 1994  | Jump They Say                 | Brit Awards                       | Clip britannique de l'année                          | Nomination |
| 1995  | David Bowie                   | Q Awards                          | Q Inspiration Award                                  | Lauréat    |
| 1996  | David Bowie                   | Brit Awards                       | Contribution exceptionnelle à la musique britannique | Lauréat    |
| 1998  | Little Wonder                 | Brit Awards                       | Clip britannique de l'année                          | Nomination |
| 1998  | Earthling                     | Grammy Awards                     | Meilleur album de musique alternative                | Nomination |
| 1998  | Dead Man Walking              | Grammy Awards                     | Meilleur chanteur rock                               | Nomination |
| 1998  | I'm Afraid of Americans       | MTV Video Music Awards            | Meilleure vidéo masculine                            | Nomination |
| 1999  | www.davidbowie.com            | MTV Video Music Awards            | Meilleur site Web                                    | Nomination |
| 2000  | David Bowie                   | Brit Awards                       | Meilleur artiste britannique masculin                | Nomination |
| 2001  | Thursday's Child              | Grammy Awards                     | Meilleur chanteur rock                               | Nomination |
| 2002  | Heathen                       | Mercury Prize                     | —                                                    | Nomination |
| 2002  | Zoolander                     | MTV Movie Awards                  | Meilleur caméo                                       | Nomination |
| 2002  | Heathen                       | Q Awards                          | Meilleure production                                 | Nomination |
| 2003  | Slow Burn                     | Grammy Awards                     | Meilleur chanteur rock                               | Nomination |
| 2004  | David Bowie                   | Brit Awards                       | Meilleur artiste britannique masculin                | Nomination |
| 2004  | New Killer Star               | Grammy Awards                     | Meilleur chanteur rock                               | Nomination |
| 2004  | A Reality Tour                | Helpmann Awards                   | Best Contemporary Concert Presentation Arena         | Nomination |
| 2004  | David Bowie                   | MOJO Awards                       | Icon Award                                           | Nomination |
| 2004  | David Bowie                   | MOJO Awards                       | Inspiration Award                                    | Nomination |
| 2004  | David Bowie                   | Q Awards                          | Meilleur artiste live                                | Nomination |
| 2005  | David Bowie                   | MOJO Awards                       | Icon Award                                           | Nomination |
| 2006  | David Bowie                   | Grammy Awards                     | Couronnement d'une carrière                          | Lauréat    |
| 2006  | David Bowie                   | MOJO Awards                       | Icon Award                                           | Nomination |
| 2007  | David Bowie                   | Webby Awards                      | Webby Lifetime Achievement                           | Lauréat    |
| 2013  | The Next Day                  | Mercury Prize                     | —                                                    | Nomination |
| 2013  | David Bowie                   | NME Awards                        | Héros de l'année                                     | Nomination |
| 2013  | Where Are We Now?             | NME Awards                        | Meilleur clip                                        | Nomination |
| 2013  | Where Are We Now?             | Q Awards                          | Meilleure chanson                                    | Nomination |
| 2013  | The Stars (Are Out Tonight)   | Q Awards                          | Meilleur clip                                        | Nomination |
| 2013  | The Next Day                  | Q Awards                          | Meilleur album                                       | Nomination |
| 2013  | David Bowie                   | Q Awards                          | Meilleur artiste solo                                | Nomination |
| 2013  | David Bowie                   | Q Awards                          | Meilleur artiste au monde aujourd'hui                | Nomination |
| 2013  | David Bowie Is                | Q Awards                          | Meilleur événement                                   | Nomination |
| 2014  | David Bowie                   | Brit Awards                       | Meilleur artiste britannique masculin                | Lauréat    |
| 2014  | The Next Day                  | Brit Awards                       | Album britannique de l'année                         | Nomination |
| 2014  | The Stars (Are Out Tonight)   | Grammy Awards                     | Meilleure prestation rock                            | Nomination |
| 2014  | The Next Day                  | Grammy Awards                     | Meilleur album rock                                  | Nomination |
| 2014  | David Bowie                   | NME Awards                        | Héros de l'année                                     | Nomination |
| 2014  | David Bowie                   | NME Awards                        | Meilleur artiste solo                                | Nomination |
| 2016  | David Bowie                   | Brit Awards                       | BRITs Icon Award                                     | Lauréat    |
| 2016  | Blackstar                     | Mercury Prize                     | —                                                    | Nomination |
| 2016  | Lazarus                       | MTV Video Music Awards            | Meilleure réalisation                                | Nomination |
| 2016  | Lazarus                       | MTV Video Music Awards            | Meilleur montage                                     | Nomination |
| 2016  | Lazarus                       | MTV Video Music Awards            | Meilleure photographie                               | Nomination |
| 2016  | Blackstar                     | MTV Video Music Awards            | Meilleure direction artistique                       | Lauréat    |
| 2016  | Five Years (1969–1973)        | NME Awards                        | Meilleure réédition                                  | Lauréat    |
| 2017  | David Bowie                   | Brit Awards                       | Meilleur artiste britannique masculin                | Lauréat    |
| 2017  | Blackstar                     | Brit Awards                       | Album britannique de l'année                         | Lauréat    |
| 2017  | Blackstar                     | Grammy Awards                     | Meilleure prestation rock                            | Lauréat    |
| 2017  | Blackstar                     | Grammy Awards                     | Meilleure chanson rock                               | Lauréat    |
| 2017  | Blackstar                     | Grammy Awards                     | Meilleur album de musique alternative                | Lauréat    |
| 2017  | Blackstar                     | Grammy Awards                     | Best Engineered Album, Non-Classical                 | Lauréat    |
| 2017  | David Bowie                   | NME Awards                        | Héros de l'année                                     | Nomination |

## Autres distinctions

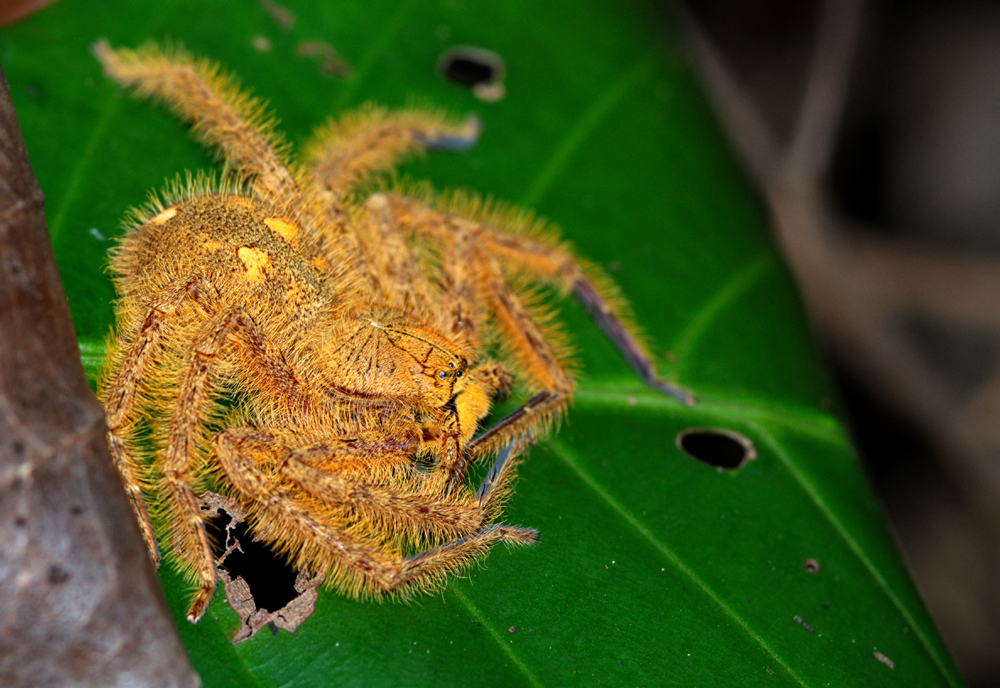
L'araignée Heteropoda davidbowie.

- En 1996, il entre au Rock and Roll Hall of Fame[3].
- En 1997, il reçoit son étoile sur le Walk of Fame de Hollywood.
- En 1998, il entre dans la International Best Dressed Hall of Fame List.
- En 1999, il est fait commandeur de l'ordre des Arts et des Lettres.
- En 1999, il reçoit un doctorat honoris causa du Berklee College of Music.
- En 2008, l'araignée Heteropoda davidbowie est nommée d'après lui[4].
- En 2013, il entre au Science Fiction and Fantasy Hall of Fame.
- En 2015, l'astéroïde (342843) Davidbowie est nommé d'après lui.